# Jihlavské listy
Jihlavské listy jsou nezávislé regionální noviny pro kraj Vysočina, vydávané společností Parola. Vychází v Jihlavě dvakrát týdně – v úterý a v pátek.

## Historie
Jihlavské listy byly založeny roku 1892 redaktorem Janem Mášou. Jednalo se o první české noviny vydávané v Jihlavě a přilehlém německém jazykovém ostrově. První číslo vyšlo 10. prosince 1892 s podtitulem "politický týdeník pro zájmy českomoravského pohoří". Během prvních let týdeník bojoval s nepřízní finanční, s podezíravostí ze strany rakouských úřadů i s otevřenou nenávistí ze strany místních německých nacionalistů. Roku 1899 Máša z redakce odešel s dluhem 20 tisíc zlatých. Po jeho odchodu v redakci nastaly spory mezi jednotlivými skupinami českého hnutí a v důsledku toho se na jaře téhož roku v Jihlavě objevil další týdeník s totožným názvem. Následovaly mnohaleté spory o název. Situace se uklidnila až roku 1909. Od roku 1912 Jihlavské listy vycházely dvakrát týdně a vznikla i speciální mutace pro Znojemsko. Rozmach ukončila první světová válka, kdy sama redakce vydávání zastavila, protože nechtěla zveřejňovat oficiální zprávy z fronty a fiktivní dopisy vojáků domů.K obnovení činnosti došlo až po konci války a vzniku Československa v roce 1919. Od té doby Jihlavské listy vycházely do roku 1941, kdy bylo v rámci germanizačních opatření na Jihlavsku jejich vydávání definitivně zastaveno.Po osvobození roku 1945 obnoveny nebyly a jejich místo zabraly regionální týdeníky jednotlivých politických stran. Jednalo se o Kladivo a srp Komunistické strany Československa, Lidové hlasy Čs. strany lidové a Naše Slovo Čs. strany národně socialistické. Roku 1946 se Kladivo a srp sloučilo s třebíčským komunistickým týdeníkem Jiskra, ostatní stranické týdeníky z politických důvodů po únoru 1948 zanikly. Jiskra se stala orgánem Krajského výboru KSČ jihlavského kraje. Po reformě státní správy roku 1960 a zrušení jihlavského kraje Jiskru vydávaly společně ONV a Okresní výbor KSČ Jihlava. Takto noviny fungovaly až do roku 1990.

## Současnost
Počátkem roku 1990 se čtenáři vyslovili v anketě pro návrat k názvu Jihlavské listy. Šéfredaktorem je Petr Klukan.